# Steve Jackson Games

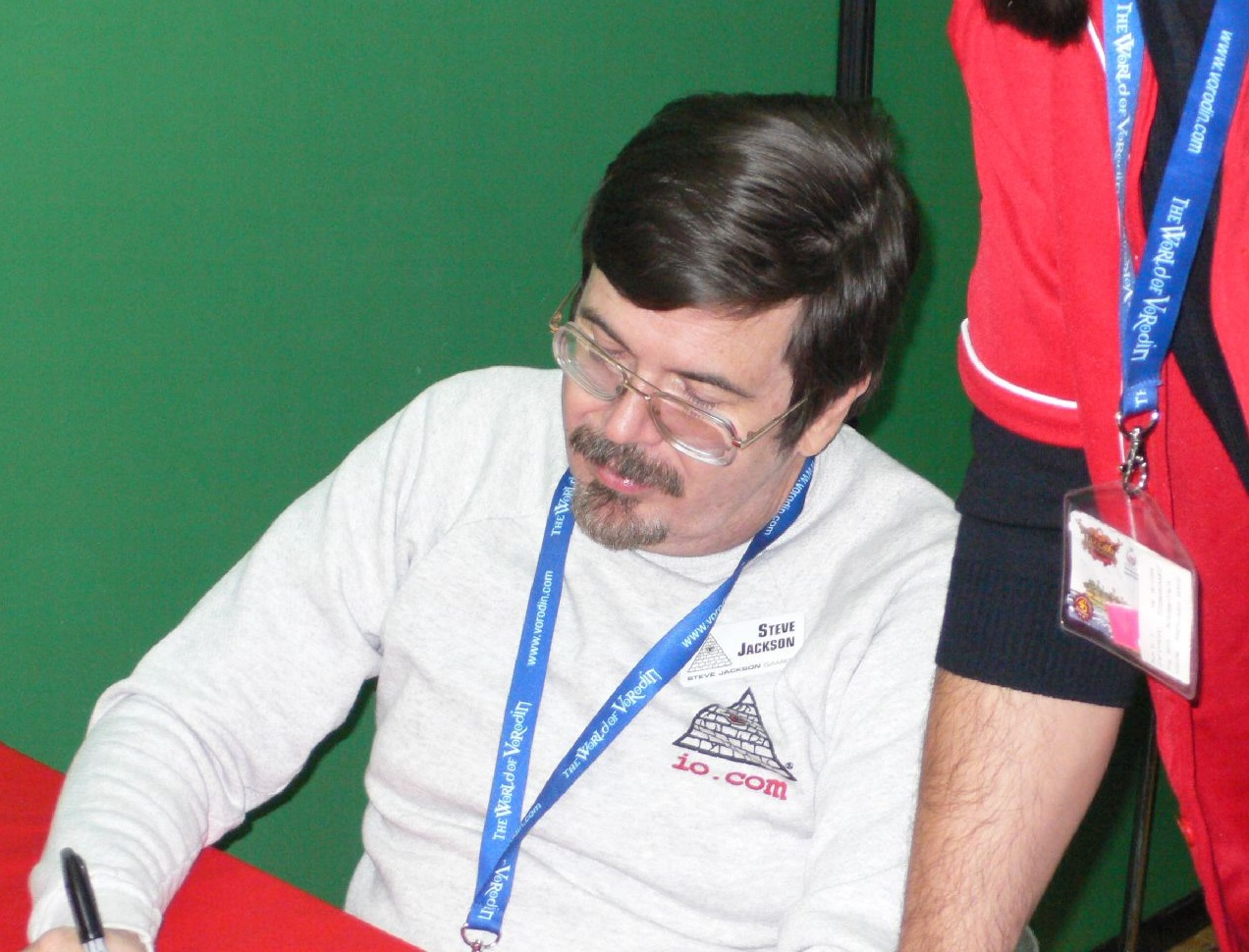
Steve Jackson signing autographs at Lucca Comics & Games 2006.

Steve Jackson Games es una editorial estadounidense de juegos de rol, de mesa y de cartas fundada por Steve Jackson en 1980.

## Historia
En 1990, diez años después de su fundación, la empresa sufrió un registro por parte del servicio secreto de los Estados Unidos, debido a que uno de sus empleados era un activo hacker. Este incidente puso a la compañía al borde de la quiebra.

## En castellano
Estos son algunos ejemplos de juegos de Steve Jackson Games traducidos al castellano:
- Car Wars[2] (juego de tablero temático, Joc Internacional)
- Killer: The Game of Assassination[3] (juego de rol en vivo, Joc Internacional)
- GURPS[4] (sistema de juego genérico, La Factoría de Ideas)
- Illuminati (juego de cartas temático, Edge Entertainment)
- Chez Geek (juego de cartas, Edge Entertainment)
- Munchkin (juego de cartas, Edge Entertainment)
- Mundodisco, el juego de rol[5] (juego de rol, Edge Entertainment)